# 神河町
神河町（日语：／ Kamikawa chō */?）是位於日本兵庫縣中部的行政區劃。
主要聚落位於小田原川、市川、越知川等河川沿岸區域，轄內有八成區域為山林地，擁有千町峰、千峰、曉晴山等高度超過1,000公尺的山，砥峰高原、峰山高原為關西地區知名的高原區域。 

## 人口
| 神河町人口分布圖 |                                               |  |
| 神河町與日本全國年齡別人口分布比較圖 （2005年資料） | 神河町的年齡、男女別人口分布圖 （2005年資料） |  |
| ■紫色是神河町 ■綠色是全国 | ■藍色是男性 ■紅色是女性                       |  |
| 神河町人口變化 \| 1970年 \| 14,659人 \| \| \| 1975年 \| 14,517人 \| \| \| 1980年 \| 14,401人 \| \| \| 1985年 \| 14,266人 \| \| \| 1990年 \| 14,492人 \| \| \| 1995年 \| 13,829人 \| \| \| 2000年 \| 13,500人 \| \| \| 2005年 \| 13,077人 \| \| \| 2010年 \| 12,289人 \| \| \| 2015年 \| 11,452人 \| \| \| 2020年 \| 10,616人 \| \| |                                               |  |
| 資料來源：日本總務省統計中心提供之人口普查數據 |                                               |  |
| 1970年 | 14,659人                                      |  |
| 1975年 | 14,517人                                      |  |
| 1980年 | 14,401人                                      |  |
| 1985年 | 14,266人                                      |  |
| 1990年 | 14,492人                                      |  |
| 1995年 | 13,829人                                      |  |
| 2000年 | 13,500人                                      |  |
| 2005年 | 13,077人                                      |  |
| 2010年 | 12,289人                                      |  |
| 2015年 | 11,452人                                      |  |
| 2020年 | 10,616人                                      |  |

## 歷史
大部分區域在江戶時代屬於幕府旗本池田氏的領地，但隨著石高的調整，也曾在1662年～1665年期間和1868年～1870年期間短暫的超過1萬石設立為福本藩。
1889年日本實施町村制時，現在的轄區範圍在當時分屬越知谷村、大山村、粟賀村、寺前村、長谷村共5村；1955年，這五村被整併為神崎町和大河内町兩町。
2005年11月7日，神崎町與大河內町再次合併為現在的神河町。

### 變遷表
| 1889年4月1日 | 1889年-1926年 | 1926年-1944年 | 1944年-1954年 | 1954年-1989年          | 1954年-1989年          | 1989年-現在          | 現在                 |
| ------------ | ------------- | ------------- | ------------- | ---------------------- | ---------------------- | -------------------- | -------------------- |
| 越知谷村     | 越知谷村      | 越知谷村      | 越知谷村      | 1955年3月31日 神崎町   | 1955年3月31日 神崎町   | 2005年11月7日 神河町 | 2005年11月7日 神河町 |
| 大山村       |               |               |               | 1955年3月31日 神崎町   | 1955年3月31日 神崎町   | 2005年11月7日 神河町 | 2005年11月7日 神河町 |
| 粟賀村       |               |               |               | 1955年3月31日 神崎町   | 1955年3月31日 神崎町   | 2005年11月7日 神河町 | 2005年11月7日 神河町 |
| 寺前村       | 寺前村        | 寺前村        | 寺前村        | 1955年3月31日 大河內町 | 1955年3月31日 大河內町 | 2005年11月7日 神河町 | 2005年11月7日 神河町 |
| 長谷村       |               |               |               | 1955年3月31日 大河內町 | 1955年3月31日 大河內町 | 2005年11月7日 神河町 | 2005年11月7日 神河町 |

## 交通

### 鐵路
- 西日本旅客鐵道（JR西日本）
  - 播但線：（←市川町） - 新野車站 - 寺前車站 - 長谷車站 - （朝來市）

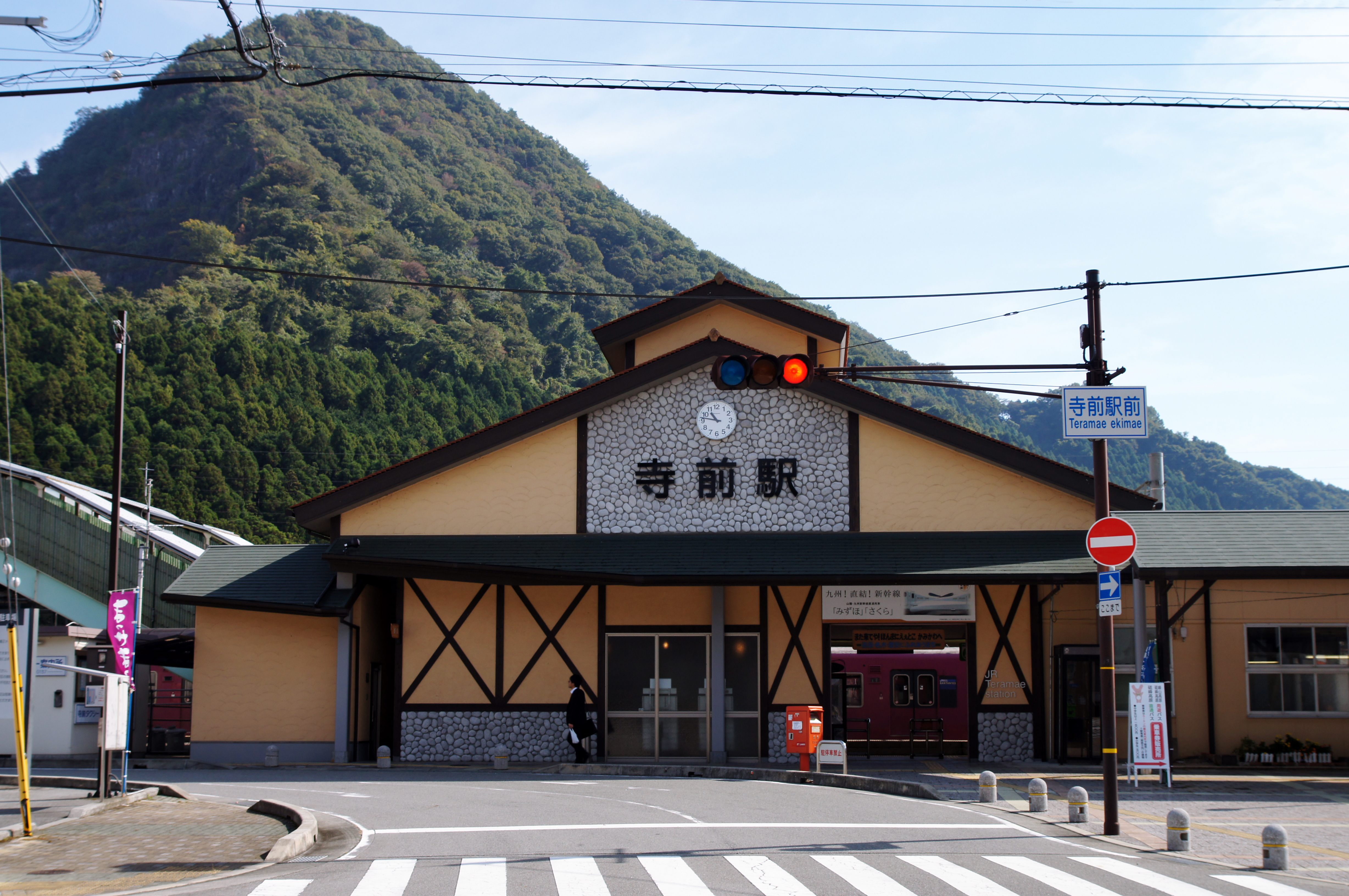
寺前車站

### 道路
高速道路
- 播但連絡道路：（市川町） - 神崎南匝道 - 神崎北匝道 - （朝來市）

一般國道
- 國道312號（日语：国道312号）

## 觀光資源
- 砥峰高原
- 峰山高原（日语：峰山高原）
- 黑岩瀑布（日语：黒岩の滝）
- 扁妙瀑布（日语：扁妙の滝）
- 太田池（日语：太田池）
- 約德爾之森（日语：ヨーデルの森）

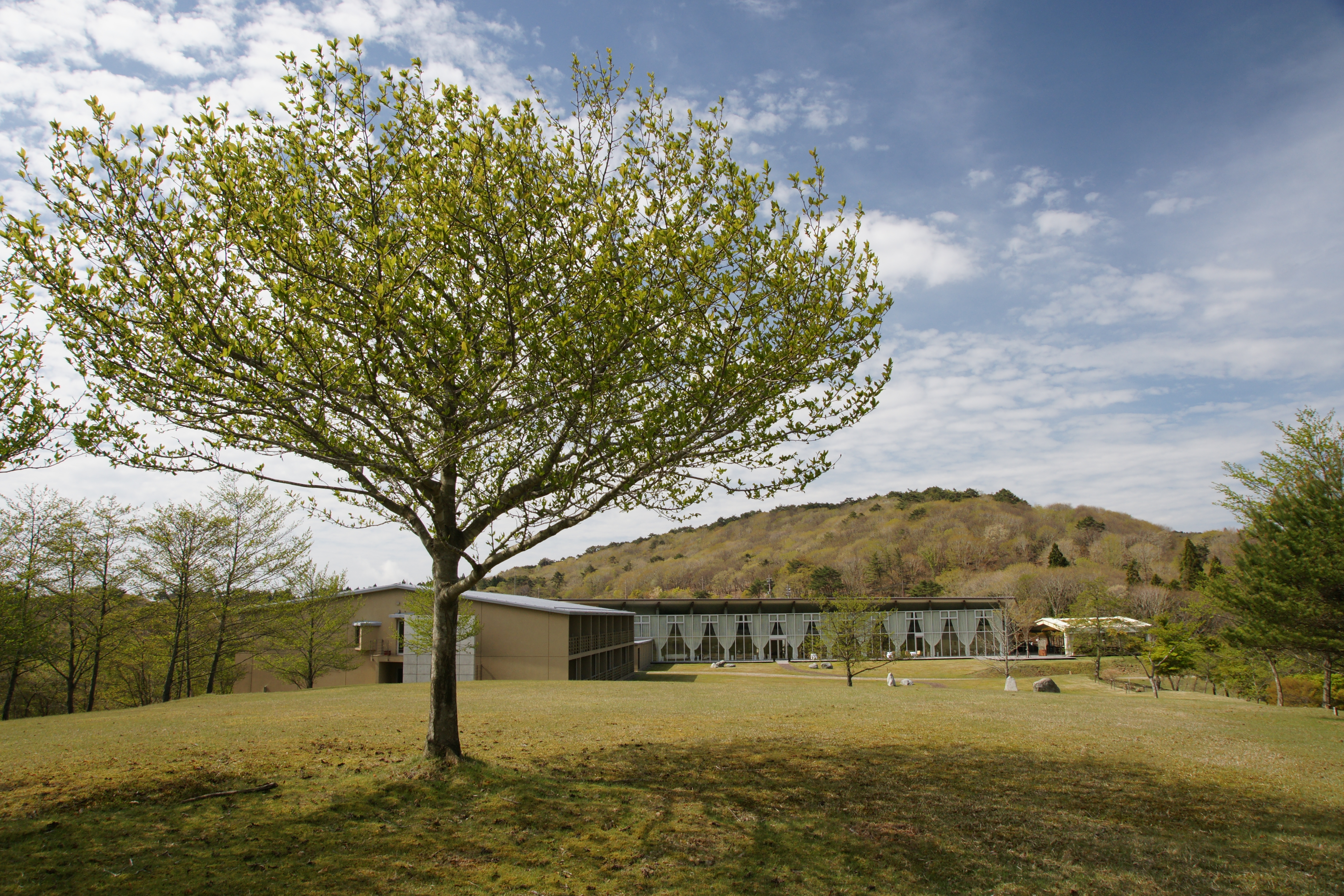
峰山高原

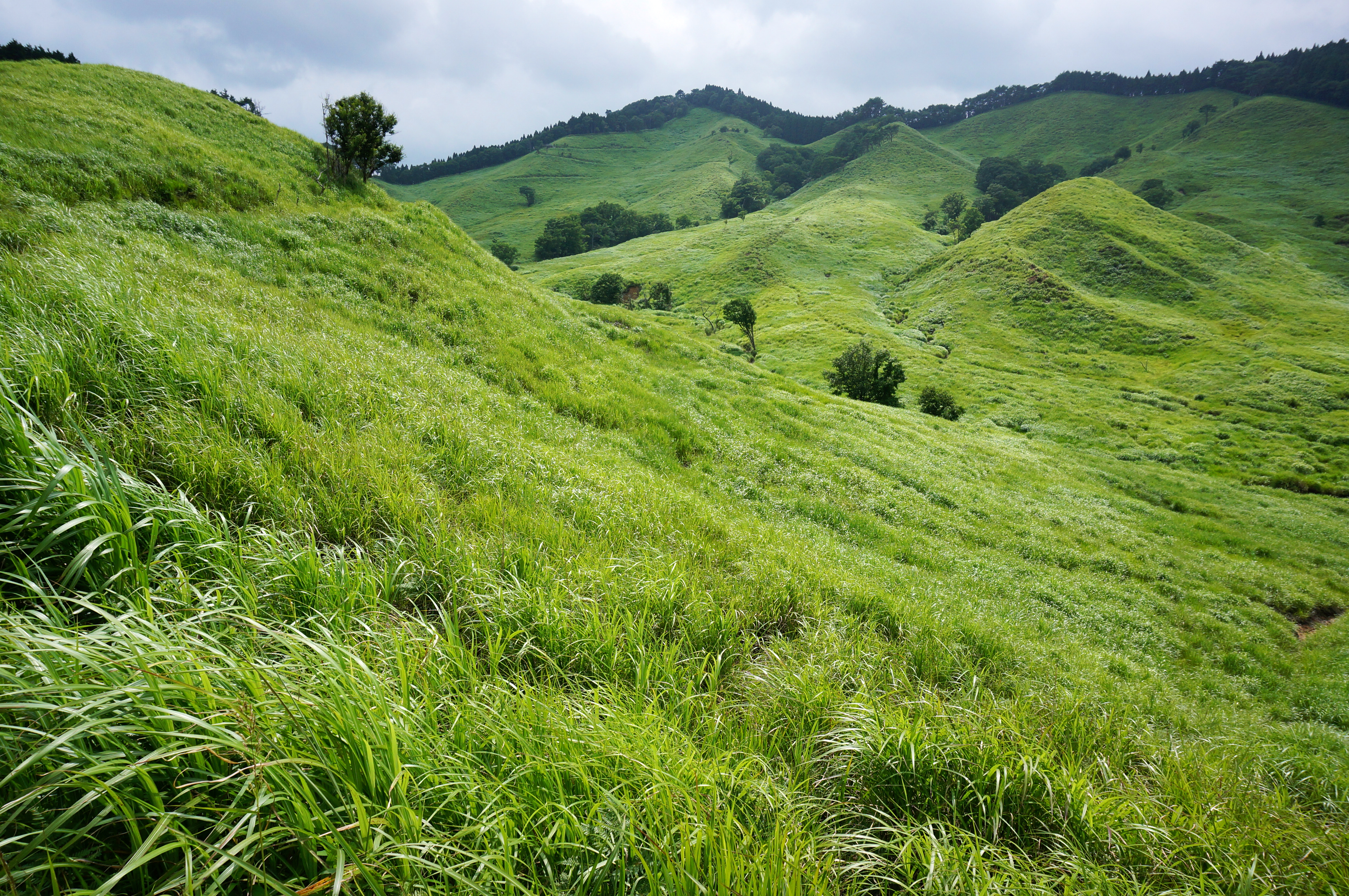
砥峰高原

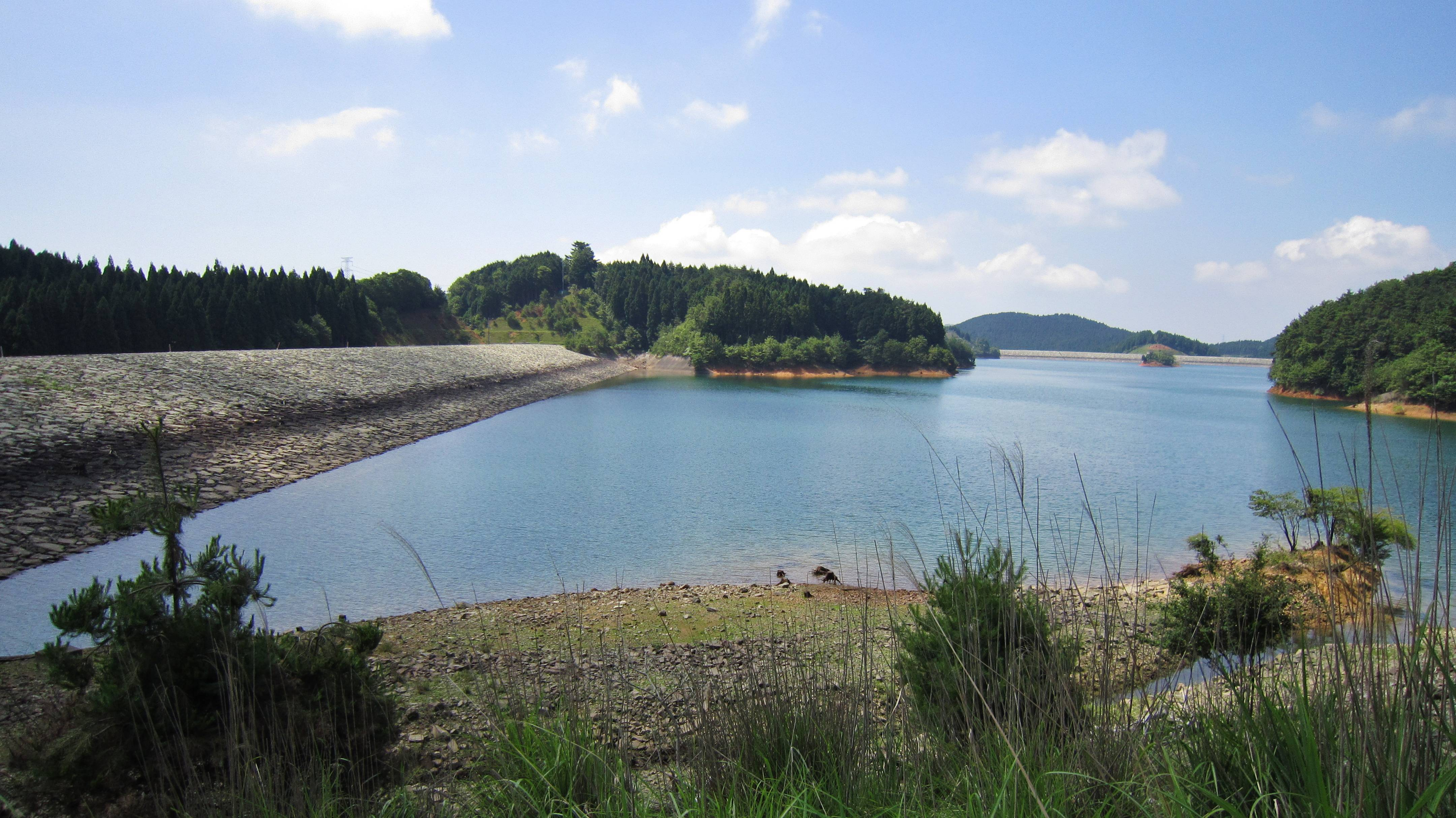
太田池

- 徹心寺（日语：徹心寺）：福本藩藩主池田家墓所。
- 法樂寺（日语：法楽寺 (神河町)）
- 千峰（日语：千ヶ峰）
- 笠形山（日语：笠形山）

## 教育
高等學校
- 兵庫縣立神崎高等學校（日语：兵庫県立神崎高等学校）

中学校
- 神河町立神崎中學校
- 神河町立大河內中學校

小学校
- 神河町立寺前小學校
- 神河町立南小田小學校
- 神河町立川上小學校
- 神河町立長谷小學校
- 神河町立粟賀小學校
- 神河町立越知谷小學校
- 神河町立大山小學校

## 本地出身之名人
- 能年玲奈：演員、模特兒